# Église Saint-Sauveur de Kërçishti i Epërm
L'église Saint-Sauveur de Kërçishti i Epërm (albanais : Kisha e Shën Sotirit ; macédonien : Црква „Свети Спас“) est une église orthodoxe située à Kërçisht i Sipërm (en), dans la préfecture de Dibër, en Albanie. Elle est protégée comme Monument culturel d'Albanie depuis 1970.
La fête de Spasovden (Ascension) est célébrée chaque année en l'église Saint-Sauveur par la population orthodoxe macédonienne.